# Хиландарска истраживачка библиотека
Хиландарска истраживачка библиотека (енг. Hilandar Research Library: HRL), смештена у Томпсоновој библиотеци у кампусу Државног универзитета Охајо, има највећу колекцију средњовековних словенских рукописа на микроформама на свету.

## Збирка Хиландарске истраживачке библиотеке
Збирка је састављена од материјала микроформа из више од 100 различитих приватних, музејских и библиотечких колекција у десетинама земаља. Обухвата много ћириличних рукописа на микрооблику, већину из разних манастира Свете Горе, Грчке, укључујући и целокупну словенску збирку манастира Хиландара. Библиотека такође садржи референтну колекцију од 100.000 томова. Цела збирка може се видети у читаоници специјалних колекција Џека и Џена Крејтона (Thompson Library).  Библиотека свој простор дели са Ресурсним центром за средњовековне славистике (RCMSS). И Хиландарска библиотека и Ресурсни центар за средњовековну славистику настали су као плод првобитног пројекта истраживања Хиландара, који је трајао од 1969. до 1982. године. 

## Ресурсни центар за средњовековну славистику
Основан 1984. године, Ресурсни центар за средњовековне славистике (RCMSS)  је независни центар Колеџа хуманистичких наука Универзитета Охајо и посвећен је промоцији средњовековне славистике. Ресурсни центар за средњовековну славистику негује и подржава истраживање и сарадњу у средњовековним словенским језицима, лингвистици, историји и култури. 